# Cale sèche flottante auxiliaire
Une cale sèche flottante auxiliaire est un type de cale sèche flottante utilisée essentiellement par l'US Navy à partir de la Première guerre mondiale..

## Description

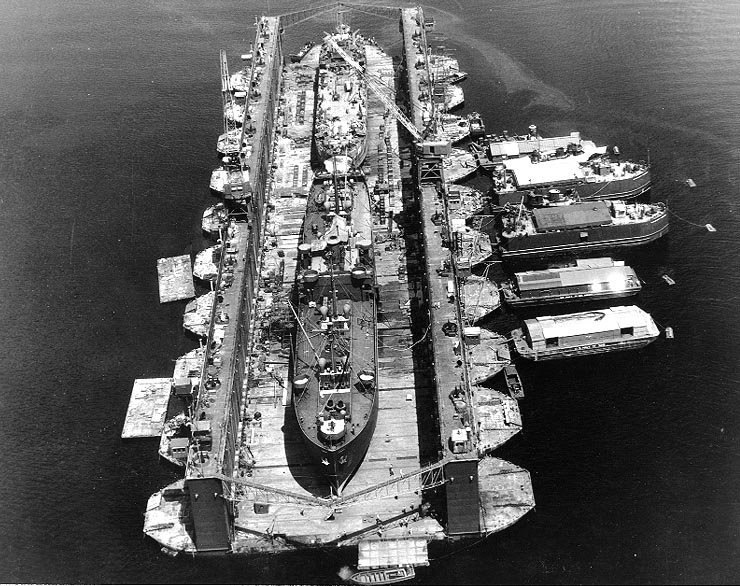
USS Artisan ABSD-1 à Espiritu Santo (1945)

Les cales sèches flottantes peuvent être immergées sous l'eau et être placées sous un navire nécessitant des réparations sous la ligne de flottaison. L'eau est ensuite pompée hors  des ballasts de la cale sèche flottante, soulevant le navire hors de l'eau. Le navire se bloque sur le pont de la cale sèche flottante pour réparation.
La plupart des cales sèches flottantes n'ont pas de moteur et sont remorquées par des remorqueurs de haute-mer jusqu'à leurs destinations. Les cales sèches flottantes sont disponibles en différentes tailles pour s'adapter à différentes tailles de navires, tandis que les grandes cales sèches flottantes sont divisées en sections et peuvent être combinées pour augmenter leur taille et leur puissance de levage. Les réservoirs de ponton de ballast sont inondés d'eau pour être submergés ou pompés à sec pour soulever le navire,.

## Rôle

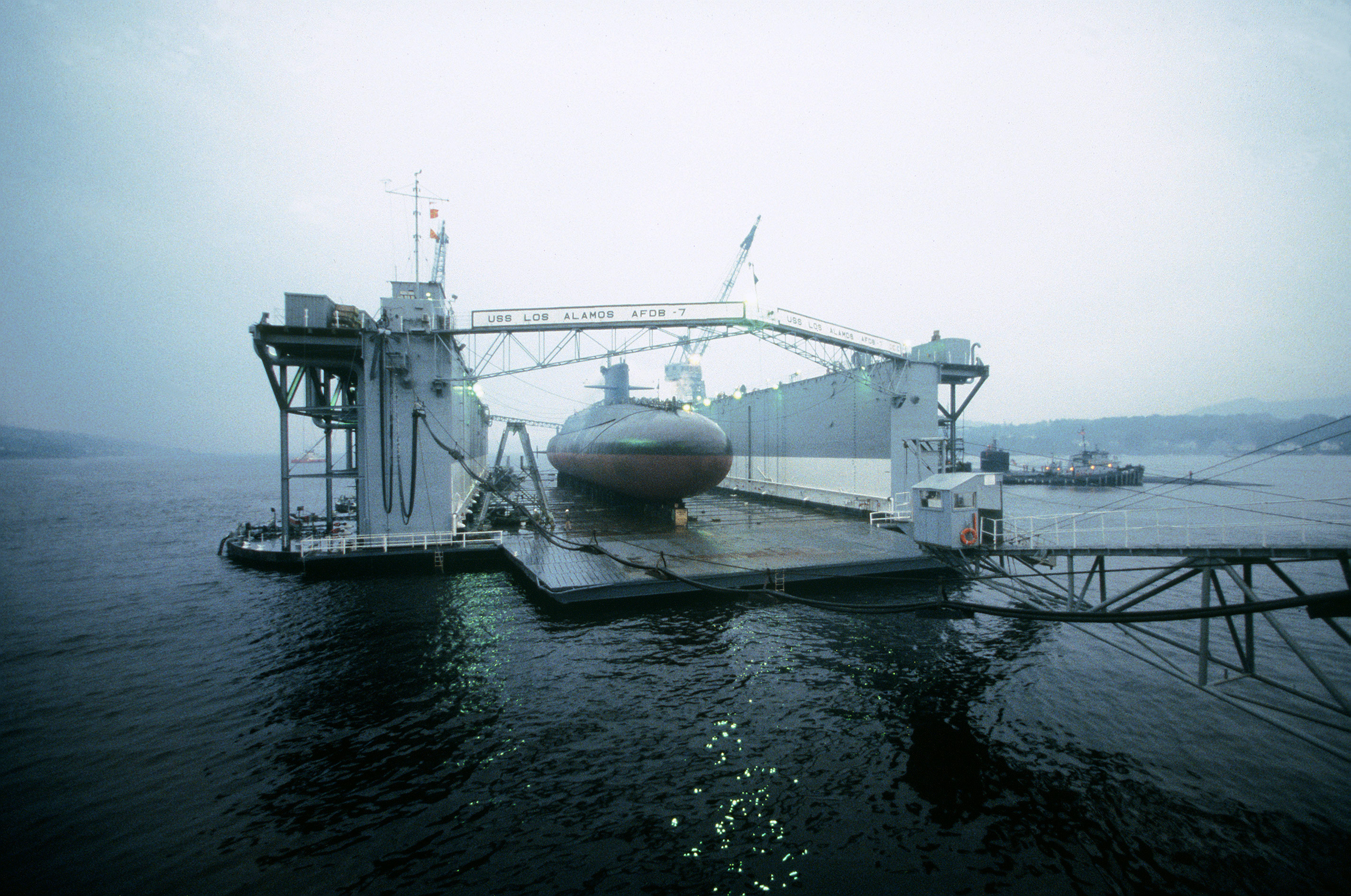
USS Los Alamos AFDB-7

En temps de guerre, les navires en utilisation continue devaient être réparés à la fois contre l'usure et contre les dommages de guerre tels que les mines navales, les attaques de kamikaze, les bombes en piqué et les torpilles. Les gouvernails et les hélices sont mieux entretenus sur les cales sèches. Sans cales sèches éloignées sur place, des mois pourraient être perdus si un navire retournait à un port d'attache pour réparation. La plupart des cales sèches flottantes auxiliaires avaient des provisions pour l'équipe de réparation, y compris des lits superposés, des repas et de la lessive. La plupart avaient des centrales électriques, des pompes de ballast, des ateliers de réparation, des ateliers d'usinage et des réfectoires pour être autonomes. Certaines cales sèches flottantes auxiliaires avaient également des provisions pour le navire en réparation, mais lorsque cela était possible, l'équipage du navire endommagé restait à bord pendant que les réparations étaient effectuées. Beaucoup avaient des grues capables de soulever des tonnes de matériaux et de pièces pour enlever les pièces endommagées et installer de nouvelles pièces.

## Armement
La plupart des cales sèches flottantes auxiliaires n'avaient que des canons anti-aériens pour la défense, car l'espace ne permettait pas de gros canons. Les armements typiques comprenaient des canons Bofors 40 mm et Oerlikon 20 mm. Les pilotes japonais ont parfois confondu des cales sèches flottantes auxiliaires vides avec des porte-avions.

## Différents types
- Cale sèche flottante :
  - Large Auxiliary Floating Dry Docks (AFDB ou ABSD) : USS Artisan (ABSD-1), USS ABSD-2, USS ABSD-3, USS ABSD-4, USS ABSD-5, USS ABSD-6,USS Los Alamos (AFDB-7)
  - Medium Auxiliary Floating Dry Docks (AFDM) : USS Resourceful (AFDM-5), USS Competent (AFDM-6), USS Sustain (AFDM-7), USS Richland (AFDM-8),USS Resolute (AFDM-10), USS Steadfast (AFDM-14), ...
  - Small Auxiliary Floating Dry Docks (AFD - AFDL) : USS Endeavor (AFDL-1), USS Adept (AFDL-23)...
- Quai de réparation auxiliaire :  
  - Auxiliary Repair Docks (ARD) : USS ARD-1, USS Waterford (ARD-5), USS ARD-9, USS ARD-10, USS ARD-17, USS ARD-18, USS ARD-19, USS White Sands (ARD-20), USS Windsor (ARD-22), USS ARD-26, USS Arco (ARD-29), USS San Onofre (ARD-30), ...
  - Medium Auxiliary Repair Docks (ARDM) : USS Oak Ridge (ARDM-1), USS Alamogordo (ARDM-2), USS Endurance (ARDM-3), Shippingport (ARDM-4), Arco (ARDM-5).
  - Auxiliary Repair Dock, Concrete (ARDC) : USS ARDC-13, ...

Elles étaient des cales sèches mobiles en béton, en raison de la pénurie d'acier pendant la Seconde Guerre mondiale. ARDC avait une capacité de levage de 2 800 tonnes, pour 42 m de long, 25,60 m. ARDC a un équipage de cinq officiers et 84 hommes enrôlés. Chacune avait une grue de 5 tonnes de charge. Huit ont été construits à Wilmington, en Caroline du Nord, et cinq à San Pedro à Los Angeles, en Californie.
- - Yard Floating Dock (YFD) : USS YFD-2 (1901), USS Dewey (YFD-1) (1905), ...

Les YFD (quai de réparation) n'avaient normalement pas ou peu d'espace pour l'équipage et étaient entretenus à partir du rivage. Certains quais de réparation auxiliaires ont été convertis en YFD. Toutes les cales sèches flottantes auxiliaires moyennes ont été converties en YFD après la Seconde Guerre mondiale.